# هيزل سكوت
هيزل سكوت (بالإنجليزية: Hazel Scott)‏ هي مغنية ومقدمة تلفزيونية وعازفة الجاز وعازفة بيانو وممثلة أمريكية، ولدت في 11 يونيو 1920 في ترينيداد وتوباغو، وتوفيت في 2 أكتوبر 1981 بنيويورك في الولايات المتحدة بسبب سرطان البنكرياس.

## وصلات خارجية
- هيزل سكوت على موقع IMDb (الإنجليزية)
- هيزل سكوت على موقع ميوزك برينز (الإنجليزية)
- هيزل سكوت على موقع أول موفي (الإنجليزية)
- هيزل سكوت على موقع قاعدة بيانات برودواي على الإنترنت (الإنجليزية)
- هيزل سكوت على موقع قاعدة بيانات الأفلام السويدية (السويدية)
- هيزل سكوت على موقع ديسكوغز (الإنجليزية)
- هيزل سكوت على موقع قاعدة بيانات الفيلم (الإنجليزية)